# Attaque des véhicules allemands de Vimy en septembre 1940
L'Attaque des véhicules allemands de Vimy en septembre 1940 est une des premières opérations de la Résistance française, qui a eu lieu en septembre 1940 sur un site mémorial et logistique du Pas-de-Calais, abritant de nombreux camions dont plus d'une dizaine sont détruits par l'attaque sur une plate-forme de plusieurs centaines de mètres. Opérée par des résistants polonais de la région et le militant communiste Julien Hapiot, elle a eu pour effet de faire croire à la population locale à la possibilité d'un bombardement anglais.

## Lieu symbolique et contexte
L'attaque a eu lieu en septembre ou en octobre, selon les sources, après les premières affiches allemandes placardées dans la région pour mettre en garde contre toute grève ou abandon de poste puis annoncer des mesures de répression.
De juillet 1940 à fin décembre 1940, selon les archives de l'OFK allemande à Lille, la région a connu un total de 61 sabotages téléphoniques, 47 sabotages ferroviaires et 3 attentats.
Le 15 juillet 1940, une première affiche avait averti de représailles contre « tout acte de violence contre les soldats allemands », les rapports au commandement supérieur de la Wehrmacht observant que « dans le Pas-de-Calais, toute la population a une attitude hostile envers l'armée allemande » et que « plusieurs sabotages de lignes téléphoniques » ont été constatés. La Feldgendarmerie fut notamment informée le 16 août 1940 que Blanche Paugam avait été vue coupant un fil téléphonique à Boulogne-sur-Mer, et elle fut condamnée à mort, le 17 septembre.
Le Mémorial de Vimy servait de base de transport pour réunir les véhicules allemands, parmi lesquels de nombreux camions. Julien Hapiot se rend fréquemment dans les tranchées proches de Vimy en novembre 1940, car il mène une vie d’homme traqué et codirige, avec René Camphin, le PCF clandestin dans le Pas-de-Calais, chargé plus particulièrement de l’organisation militaire.
Il confie à Léon Gallot des missions de récupération d’armes, notamment après le vol de dynamite à la fosse 9.
Le mémorial canadien avait une importance symbolique, en tant que monument érigé entre 1925 et 1936 sur le site de la bataille de la crête de Vimy, gagné en 1917 par l'armée canadienne, venue au secours de l'Europe, avec une œuvre d'art conçue par des artistes canadiens, notamment Walter Allward. Il fut inauguré le 26 juillet 1936 par le roi Édouard VIII et le président français Albert Lebrun en présence de ministres canadiens et de 30 000 personnes dont six mille anciens combattants canadiens.

## Déroulement
L'opération a été effectuée par les « groupes polonais du PCF » contre une base de transport où étaient regroupés les véhicules de l'armée allemande, les incendiant sur la crête de Vimy, au Mémorial canadien de Vimy,.
Selon l'ancien résistant Auguste Lecœur, ils étaient commandés par un mineur de la fosse 4 de Lens, du nom de Zimzag, dit Maguette Le journaliste Jacques Estager a précisé dans son livre de 1986 que l'attaque a été opérée par un groupe de jeunes mineurs communistes de Lens dirigé par un autre mineur polonais, Simon Kurlik, né en 1918 en Pologne et âgé de 22 ans. Simon Kurlik, domicilié à la cité Plumecoq, route de Béthune à Lens (Pas-de-Calais), fut le fondateur d'un des groupes armés FTP-MOI, créés en 1940 ou 1941 par des anciens volontaires polonais des Brigades internationales où il avait combattu, tout comme Bronislaw Kania, Jozef Szymczak, Wladislaw Wozniak, Franciszek Papiez, François Jarosz, Jan Kalkus, Antoni Chrost, Antoni Kieltyka, Konstantin Kupien, Jozef Migos, et Wladislaw Mazur.
Il semblait superviser en 1942 les petites équipes de 4 à 6 résistants, qu'elles soient dirigées à Noyelles-Godault par Florian Richard, ou à Méricourt et Harnes par Félix Burczykowski.
Simon Kurlik devra se réfugier dans la clandestinité le 23 novembre 1941, après avoir attaqué le 29 septembre 1941 les gendarmes Gobert et Houdart à Rouvroy-sous-Lens et participé, avec Roger Pannequin, à la tentative de meurtre le 21 novembre 1941 à Lens sur Julien Priem, secrétaire du syndicat des mineurs CGT du département depuis la fin des années 1920,, accusé d'être devenu collaborateur et de dénoncer les résistants, relatée dans les journaux collaborationnistes Le Matin et La Croix. Simon Kurlik participa ensuite le 7 août 1942 à une nouvelle opération de sabotage de camions allemands dans le secteur de Vimy.
Charles Tillon, dans ses mémoires, a attribué la paternité de l'opération au responsable-adjoint du PCF dans le département du Pas-de-Calais, Julien Hapiot, qui peu après devient responsable des jeunesses communistes dans la région. Les Polonais ont en fait utilisé le matériel que ce dernier avait dissimulé dans les tranchées, selon les mémoires de Roger Pannequin. Julien Hapiot avait stocké aussi des explosifs dans une vieille casemate.
Après l'attaque de l'automne 1940, Julien Hapiot mène une vie d’homme traqué et devient chargé plus particulièrement de l’organisation militaire, confiant à Léon Gallot des missions de récupération d’armes.
Szczepan Marcinkowsko "Remy", Wladyslaw Nikiel, Czarnecki, et Jôzef Krawetkowski avaient formé en juillet 1940 le premier groupe de résistants communistes dans l'est du département du Nord et d'autres furent dans la foulée mis sur pied dans le Pas-de-Calais, notamment à Lens, où le trio de tête des communistes résistants du bassin minier du Nord-Pas-de-Calais a été créé avec Jan Rutkowski, dit « Szymon », Rudolf Larysz et Stefan Franciszczak. Dans le Pas-de-Calais aussi, à l'automne 1940 est publié le premier numéro du journal clandestin en polonais, Nasz Głos (Notre voix), par des Groupes polonais du PCF, sous la rédaction du communiste Józef Spira,, qui sera transféré en Pologne fin 1941-début 1942.
Simon Kurlik sera arrêté avec son groupe le 10 septembre 1942 par la gendarmerie et la police d'Hénin-Liétard dans la Forêt de Phalempin, remis aux Allemands et fusillé le 4 novembre 1942 à la citadelle d'Arras.

## Conséquences
Les dégâts causés par l'attaque ont eu pour effet de faire croire à la population locale à possibilité d'un bombardement anglais. Dans les mois qui suivent de petites grèves ont eu lieu dans les communes voisines, chez les mineurs du Nord-Pas-de-Calais, le plus souvent d'importance locale. Puis au printemps 1941, dans la commune voisine de Montigny-en-Gohelle, démarre la grève patriotique des cent mille mineurs du Nord-Pas-de-Calais de mai-juin 1941, avec Emilienne Mopty, Auguste Lecoeur et Michel Brulé (1912-1942), privant les Allemands de 93 000 tonnes de charbon pendant près de 2 semaines.

## Historiographie
Cette attaque est décrite dans le livre du journaliste Сlaude Angeli, qui deviendra par la suite rédacteur en chef du Canard Enchaîné, écrit à partir d'informations recueillies auprès de quelque deux cents résistants communistes. Cette enquête est consacrée aux événements allant de la débâcle de 1940 au début de 1942,.